# Hoek Glacier
Hoek Glacier är en glaciär i Antarktis. Den ligger i Västantarktis. Argentina, Chile och Storbritannien gör anspråk på området. Hoek Glacier ligger 259 meter över havet.
Terrängen runt Hoek Glacier är kuperad. Trakten är obefolkad. Det finns inga samhällen i närheten. 